# Emil Reisinger
Emil Christian Reisinger (* 5. Juli 1958 in Linz, Oberösterreich) ist ein österreichischer Internist, Infektiologe und Tropenmediziner.

## Leben
Reisinger studierte Medizin an der Medizinischen Fakultät der Universität Wien, wo er auch promoviert wurde. Nach Assistenzstellen am Hamburger Bernhard-Nocht-Institut für Tropenmedizin (1986–1988), am Hygieneinstitut der Universität Innsbruck (1988–1989) sowie an der Medizinischen Klinik der Universität Graz (1989–1992) wurde er 1992 Facharzt für Innere Medizin. Im selben Jahr habilitierte er sich in diesem Fach. 1994 wurde Reisinger Leitender Oberarzt an der Allgemeinen Inneren Medizin der Universitätsklinik Graz. 1997 wurde er in Graz zum außerordentlichen Professor berufen. 1997/98 absolvierte er einen Forschungsaufenthalt an der University of California, Los Angeles, 1999 wurde er zum Professor für Innere Medizin, Infektions- und Tropenmedizin an der Universität Rostock berufen. 2007 schloss er einen Masterstudiengang (Master of Business Administration) an der FH Lübeck ab.
Von 2002 bis 2006 war Reisinger Studiendekan an der Medizinischen Fakultät der Universität Rostock, 2006 bis 2019, von 2020 bis 2024 im Hauptamt, deren Dekan. Im Oktober 2024 wurde als  Nachfolger Bernd Krause gewählt.
Von 2012 bis 2019 war er Wissenschaftlicher Vorstand und stellvertretender Vorstandsvorsitzender der Universitätsmedizin Rostock. Seit 2016 ist Reisinger zudem Vorsitzender des Wissenschaftlichen Beirates und Mitglied des Kuratoriums des Bernhard-Nocht-Institutes für Tropenmedizin in Hamburg. Von 2014 bis 2016 hatte Reisinger das Amt des Präsidenten der Paul-Ehrlich-Gesellschaft für Chemotherapie (PEG) inne.
2019 wurde Emil Reisinger als ordentliches Mitglied der Naturwissenschaftlichen Klasse in die Sudetendeutsche Akademie der Wissenschaften und Künste berufen.

## Wissenschaftliches Wirken
Emil Reisinger ist Autor und Mitautor zahlreicher wissenschaftlicher Publikationen. An der von ihm geleiteten Rostocker Abteilung für Tropenmedizin erfolgt u. a. experimentelle Forschung zu Therapien bei Schistosomiasis sowie diagnostischen Verfahren und Therapiekontrolle bei Pneumocystis-jirovecii-Infektionen. Im Bereich der klinischen Forschung ist Reisingers Abteilung u. a. an Studien zu Impfstoffen, insbesondere dem Influenzaimpfstoff, beteiligt. 2018 war er Erstautor einer Phase-II-Studie eines Lebendimpfstoffes gegen das Chikungunyafieber.